# 北京市第一幼稚園
北京市第一幼稚園（ペキンしだいいちようちえん）は、中華人民共和国の北京にある、寄宿制の幼稚園（3歳～6歳）。
1949年に北京市第一托児所として設立され、1954年に現在の名称に変更される。1972年には周恩来の指示により北京駐在の外交官の子女の受け入れを開始し、いままでに75カ国、約3,000名の外国籍の子女が在籍してきた。また1974年には周恩来の指示により校舎の改築も行われた。1989年には北京市一級一類幼稚園として認定される。敷地面積5,584m2、床面積6,000m2、教職員数約100名、現在の園長は馮惠燕。

## 概要
- 設置学科　幼稚園（寄宿制）
- 所在地　北京市汪芝麻胡同19号
- 定員　約400人（13個教学班）
- 沿革

## その他
- 北京市第一幼稚園附属実験園
- 零点早期教育培訓中心
- 北京市第一幼稚園海晟分園